# 1608
Năm 1608 là một năm trong lịch Julius. 